# Église Sainte-Marguerite de Liège
Pour les articles homonymes, voir Église Sainte-Marguerite.
50° 38′ 43,76″ N, 5° 33′ 33,44″ E

L'église Sainte-Marguerite est une église paroissiale de Liège située rue Sainte-Marguerite dans le quartier Sainte-Marguerite.

## Historique

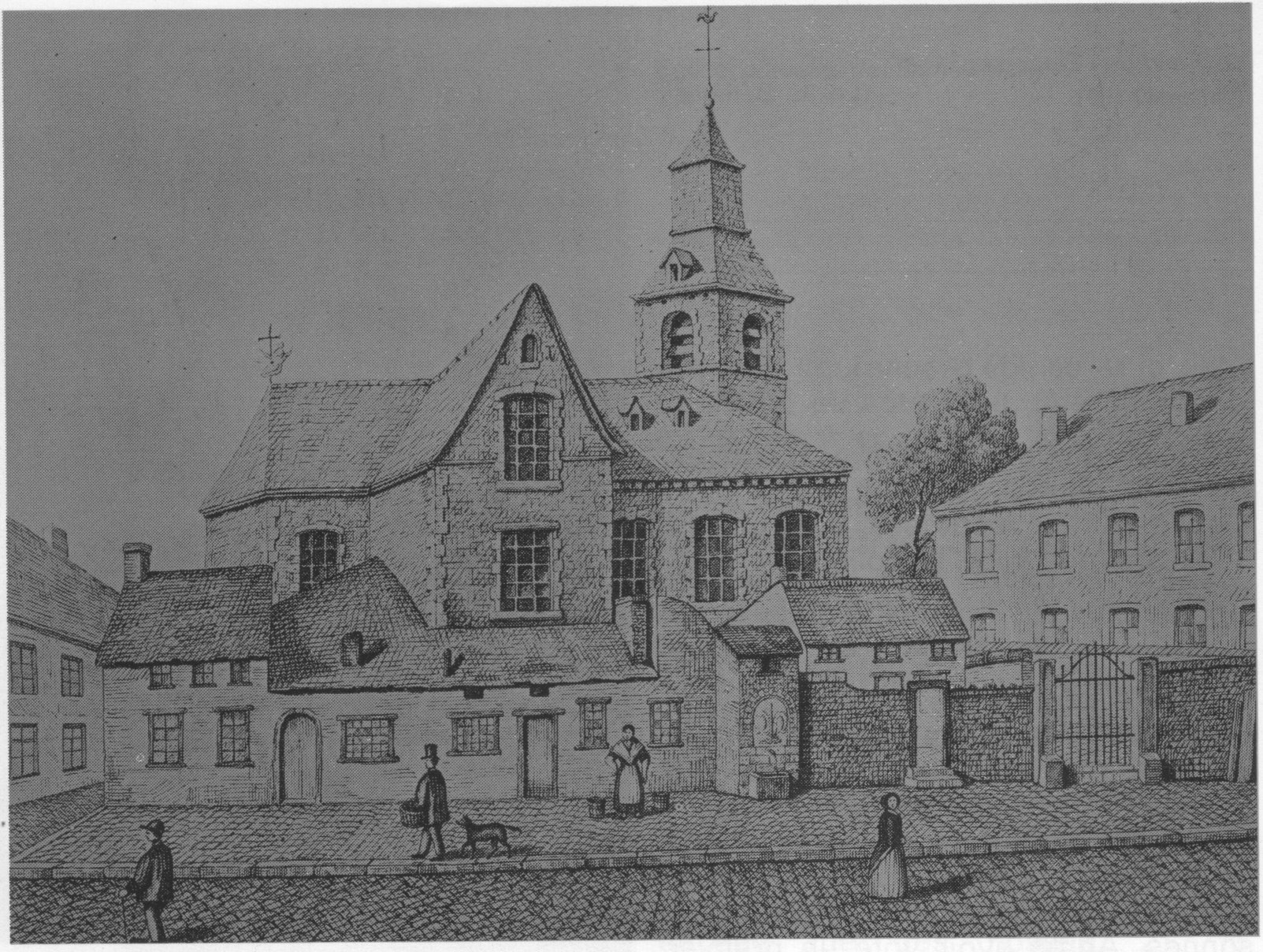
L'église Sainte-Marguerite en 1863.

On attribue à Éracle la fondation de cette église vers 966 mais elle fut rebâtie à diverses époques. Devenue trop exiguë, un nouvel édifice de style néoclassique est construit entre 1868 et 1884 sur les plans de l'architecte Jos Rémont. Cette église fut endommagée pendant la Seconde Guerre mondiale. Dans les années 1980, le bâtiment tombe en ruine. Le tremblement de terre de 1983 marque la fin définitive de l'église. En raison des risques d'effondrement, celle-ci ne pouvait plus servir au culte, les services religieux se poursuivent dans la chapelle de l'école Saint-Sépulcre. 
En 1988, une nouvelle église est érigée sur le site de la précédente et est inaugurée vers 1992. En 1995, la paroisse acquiert un orgue réalisé par André Thomas. La même année, le clocher accueille les horloges.

## Bâtiment
Le bâtiment est une église modeste de style moderne en briques avec des toits inclinés vers l'intérieur.
Un simple clocher en profilé d'acier est fixé au-dessus du portail d'entrée. Une extension triangulaire avec une fenêtre de lumière est disposée au-dessus du chœur.